# Força de Defesa do Barém

Bandeira das forças armadas do Barém.

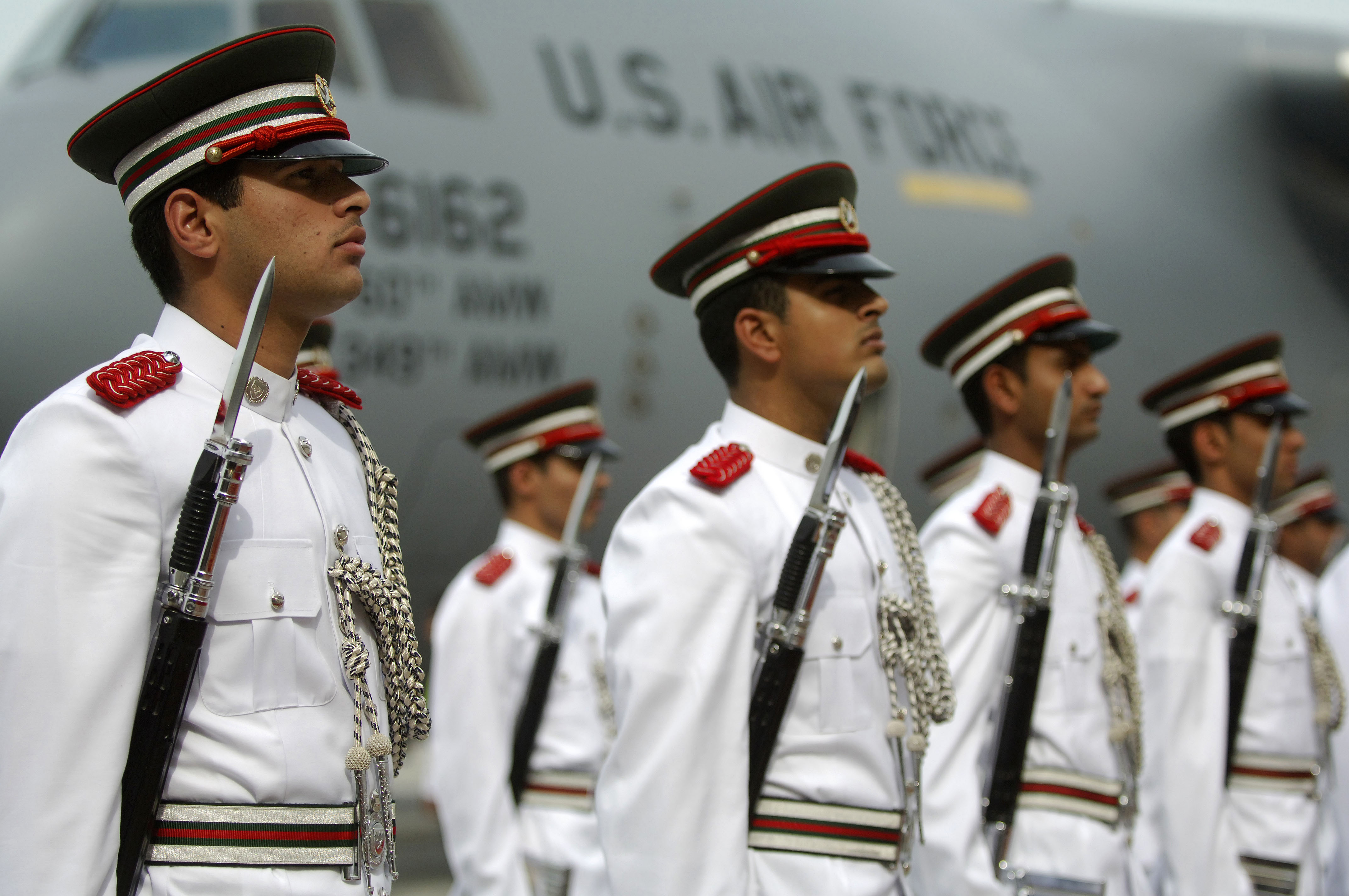
A Guarda de Honra do Barém.

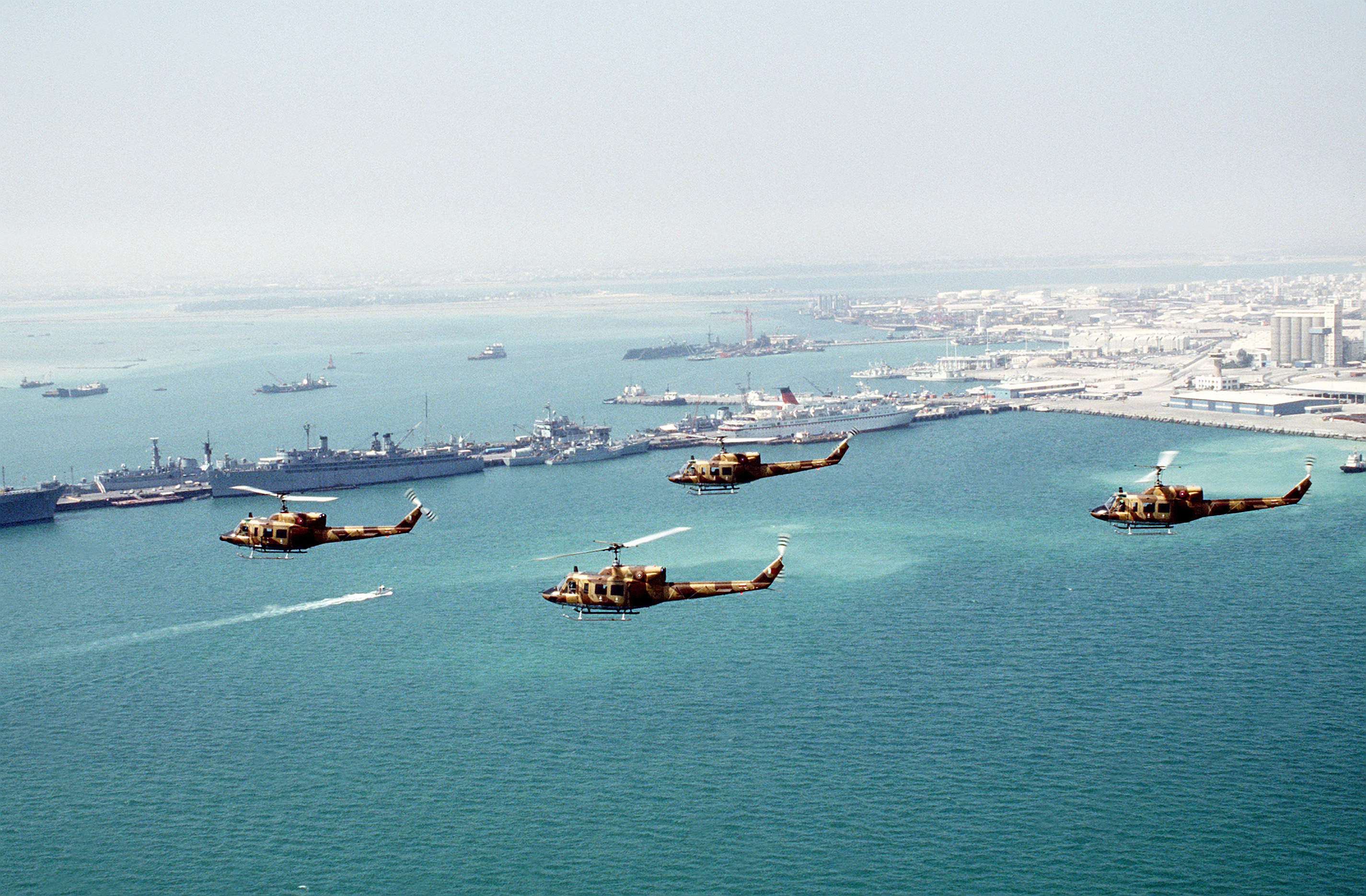
Um grupo de UH-1N da força aérea do Barém.

A Força de Defesa do Barém é a força militar do Reino do Barém. Está sob o comando do Ministério da Defesa do Barém e sob a liderança de um comandante-chefe que detém o posto de marechal de campo.
Tem cerca de 18 mil pessoas e consiste na Real Força Aérea do Barém, no Real Exército do Barém, na Real Marinha do Barém e na Guarda Real. Além da Força de Defesa, as forças de segurança pública e a Guarda Costeira reportam ao Ministério do Interior.
Em janeiro de 2008, o príncipe herdeiro, Salman bin Hamad bin Isa Al Khalifa foi nomeado comandante supremo adjunto, enquanto Khalifa bin Ahmed Al Khalifa foi nomeado comandante em chefe da Força de Defesa do Barém. O chefe de gabinete da Força de Defesa do Barém é o tenente general Theyab bin Saqer Al Noaimi.